# Бур'янів Григорій
Бур'янів Григорій (4 листопада 1899, хут. Криловський Єйського, Кубанська область — ?, не раніше 13 листопада 1940) — український військовик, інженер-лісівник; військове звання — козак Армії УНР. Після закінчення першої світової війни, працював в культурно-просвітньому, економічному і громадсько-політичному житті на землях Карпатської України та Пряшівщини.
Відповідно до українського законодавства є борцем за незалежність України у XX столітті.

## Біографія
Григорій Бур'янів У «Curriculum vitae» зазначив:
Я українець. Батько мій — селянин із Харківщини. Народився я на хуторі Криловськім біля ст. Криловської (Влд. ж. д.) (Владикавказької залізниці. — Ред.) на Кубанщині 4 листопада 1899 року. В 1914 р. я закінчив 2-класну народню школу в станиці Новомихайловській, а в 1918 р. — 2-гу Кубанську Вчительську Семинарію в станиці Полтавській на Кубанщині. В кінці 1918 р. я прибув на Харківщину і вступив до Української армії, в котрій перебуваю до цього часу. Від 5 грудня 1919 р. до кінця лютого 1920 р. я разом з частиною Української Армії перебував як полонений в Польщі; а від кінця 1921 р. до цього часу як інтернований теж в Польщі. Літом в 1922 р. я ходив на курси середньошкільників в таборі Шипіорно. Тоді ж я клопотав про прийняття мене на матуральні курси і був там принятий учнем. Мені не вдалося винайти засобів для набуття права переїзду в Ч. С. Р. (візу я не отримав), і тому я примушений був залишитися в таборі. Тут 6 червня 1924 р. я скінчив гімназію ім. Т. Шевченка. Бур'янів Григорій, т. Каліш. 10 червня 1924 рік
З 1924 року був зарахований на лісовий відділ агрономічно-лісового факультету в УГА в Подєбрадах. Диплом інженера-лісівника здобув 29 червня 1929 року. Його прізвище є в списку абсольвентів (випускників) УГА, які працювали в культурно-просвітньому, економічному і громадсько-політичному житті на землях Карпатської України та Пряшівщини.